# Iglesia de madera de Cizer
La Iglesia de madera en Cizer data de 1773 y es mantenida desde 1968 en el Parque Nacional Etnográfico Romulus Vuia en Cluj-Napoca. En cuanto a la arquitectura, la iglesia presenta grandes cualidades técnicas, formales y decorativas, ya que se recomienda como uno de los lugares más representativos de madera de Transilvania.
La Iglesia tiene un gran valor histórico, es considerada la obra maestra de iglesias de Vasile Ursu Nicola, conocido como Horea, que entró en la historia de Rumanía con un levantamiento campesino en 1784. El lugar tiene el poder de evocar los eventos especiales que ocurren dentro de la comunidad, siendo un punto de referencia para toda la zona. Aquí se reunió el pueblo en la revolución de 1848, para escuchar a Avram Iancu, quien instó a los campesinos a librarse de la humillante servidumbre para siempre. Aquí oraron lo rumanos por los que fueron al frente.
La iglesia de madera es una tradición de valiosos testimonios etnográficos y sociales perdidos en el tiempo. Este fue el lugar de celebración de las reuniones públicas, llevadas a cabo tanto por el príncipe el alcalde pueblo, hasta el ocaso del siglo XIX.
- Datos: Q1625607
- Multimedia: Wooden church in Cizer, Cluj / Q1625607